# NEN 5152
De NEN 5152, "Technische tekeningen - Elektrotechnische symbolen", is de Nederlandse norm (NEN) voor elektrotechnische symbolen uit 1973. In 1977 werd er nog onder dit nummer een aanvulling uitgegeven. 
Een tekening van een netwerk van met elkaar verbonden symbolen heet een schema. 